# Candolleodendron brachystachyum
Candolleodendron brachystachyum är en ärtväxtart som först beskrevs av Dc., och fick sitt nu gällande namn av John Macqueen Cowan. Candolleodendron brachystachyum ingår i släktet Candolleodendron och familjen ärtväxter. Inga underarter finns listade i Catalogue of Life.